# Барберини, Франческо (младший)
Франческо Барберини младший (итал. Francesco Barberini il Giovane; 12 ноября 1662, Рим, Папская область — 17 августа 1738, Рим, Папская область) — итальянский куриальный кардинал. Префект Священной Конгрегации по делам епископов и монашествующих с 22 июня 1726 по 17 августа 1738. Декан Священной Коллегии кардиналов и Префект Священной Конгрегации Церемониала с 1 июля 1726 по 17 августа 1738. Кардинал-дьякон с 13 ноября 1690, с титулярной диаконией Сант-Анджело-ин-Пескерия с 27 ноября 1690 по 6 мая 1715. Кардинал-священник с титулом церкви Сан-Бернардо-алле-Терме с 6 мая 1715 по 11 мая 1718. Кардинал-священник с титулом церкви Санта-Прасседе с 11 мая 1718 по 3 марта 1721. Кардинал-епископ Палестрины с 3 марта 1721 по 1 июля 1726. Кардинал-епископ Остии и Веллетри с 1 июля 1726 по 17 августа 1738.

## Биография
Правнучатый племянник папы римского Урбана VIII и кардинала Антонио Барберини старшего. Внучатый племянник кардиналов Франческо Барберини старшего и Антонио Барберини младшего. Племянник кардинала Карло Барберини.